# 1785
1785 (MDCCLXXXV) je bilo navadno leto, ki se je po gregorijanskem koledarju začelo na soboto, po 11 dni počasnejšem julijanskem koledarju pa na sredo.

## Rojstva
- 17. februar - Nachman Kohen Krochmal, avstrijski judovski filozof, teolog in zgodovinar († 1840)
- 7. marec - Alessandro Manzoni, italijanski pesnik, pisatelj († 1873)
- 20. julij - Mahmud II., sultan Osmanskega cesarstva († 1839)
- 23. september - Per Georg Scheutz, švedski odvetnik, prevajalec, izumitelj, računalnikar|praračunalnikar († 1873)
- oktober - sir James South, britanski astronom († 1867)